# Bargny (Oise)
Bargny ist eine französische Gemeinde mit 330 Einwohnern (Stand: 1. Januar 2022) im Département Oise in der Region Hauts-de-France (vor 2016: Picardie); sie gehört zum Arrondissement Senlis und zum Kanton Nanteuil-le-Haudouin. 

## Geographie
Bargny liegt etwa 43 Kilometer ostsüdöstlich von Senlis. Umgeben wird Bargny von den Nachbargemeinden Ormoy-le-Davien im Norden, Cuvergnon im Osten, Antilly im Südosten, Betz im Süden und Südwesten sowie Lévignen im Westen und Nordwesten.

## Bevölkerungsentwicklung
| Jahr                      | 1962 | 1968 | 1975 | 1982 | 1990 | 1999 | 2006 | 2013 | 2021 |
| Einwohner                 | 135  | 160  | 158  | 177  | 207  | 215  | 253  | 312  | 336  |
| Quelle: Cassini und INSEE |      |      |      |      |      |      |      |      |      |

## Sehenswürdigkeiten
- Kirche Saint-Denis aus dem 12. Jahrhundert

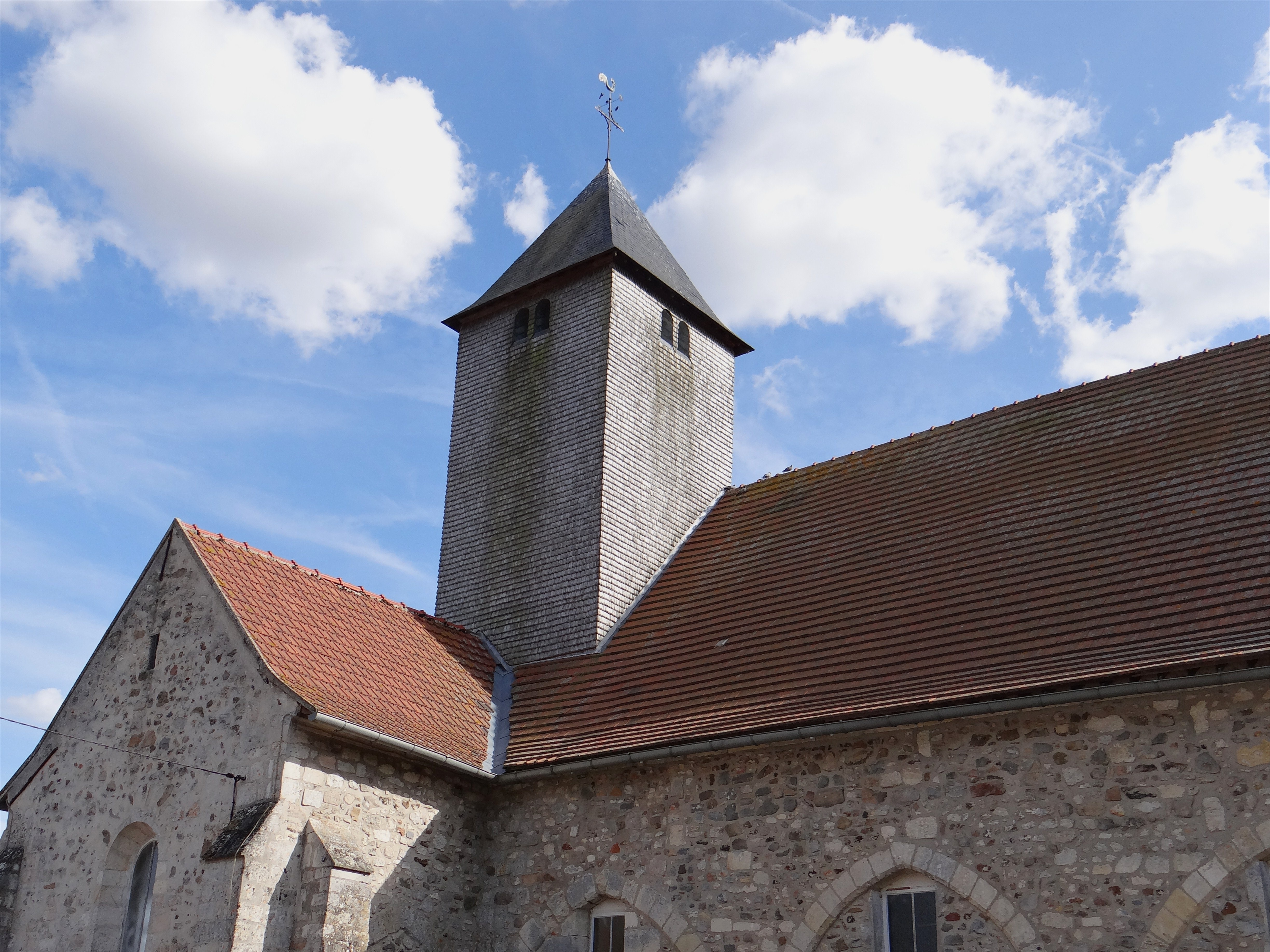
Kirche Saint-Denis